# Sončna peč
Sončna peč, tudi solarna peč, je naprava, ki s pomočjo koncentriranih sončnih žarkov doseže visoko temperaturo za tehniško uporabo, največkrat v industriji. Parabolična ogledala (heliostati) koncentrirajo sončno sevanje v žariščno točko, kjer se lahko doseže temperatura  3500 - 4000 °C. To toploto lahko uporabljamo za generiranje elektrike, taljenje kovin, proizvodnjo vodika, ali pa druge namene.
Največja tovrstna naprava je v kraju Odeille v Franciji, odprta leta 1970. Uporablja več ploščatih ogledal, ki svetlobo odbijajo v večje parabolično ogledalo.

## Zgodovina
Ža stari Grki naj bi med drugo punsko vojno (218-202 pr.n.št.) uporabljali ogledala za sežig napadajočih rimskih ladij. Teorijo so preizkusili na univerzi MIT leta 2005 in prišli do mešanih rezultatov. Koncept naj bi deloval na nepremične objekte, medtem ko bi bilo gibajoče ladje zelo težko zažgati na ta način.
Prvo moderno sončno peč naj bi zgradili v Franciji leta 1949 pod vodstvom procesorja Felixa Trombeja v kraju Odeille v francoskih Pirenejih. Lokacija ima do 300 sončnih dni na leto. Drugo peč so zgradili v Uzbekistanu v takratni Sovjetski zvezi kot del takratnega Sončnega programa. Projekt je vodil A. Asimov.

## Uporaba
S sončno pečjo lahko dosežemo 4000 °C, odvisno od načina uporabe:
- približno 1000 °C za uporabo v solarnih stolpih, npr. projekt Themis in Pegase,[5]
- približno 1400 °C za pridobivanje vodika s krekanjem molekul metana,[6]
- do 2500 °C za testiranje materialov, na primer za uporabo v jedrskih elektrarnah ali v toplotnih ščitih za vesoljska plovila,
- do 3500 °C za proizvodnjo nanomaterialov s sublimacijo,[7] kot so ogljikove nanocevke ali cinkovi nanodelci.[8]